# Денгельбаев, Берик Шалгымбаевич
Берик Шалгымбаевич Денгельбаев (род. 1 ноября 1974, Узынагаш) — казахстанский борец вольного стиля. Мастер спорта Казахстана международного класса.

## Биография
Родился 1 ноября 1974 года в селе Узынагаш Алматинской области Жамбылского района Республики Казахстан. Окончил Казахский институт физической культуры в 1997. Мастер спорта международного класса РК. Неоднократный чемпион Республики Казахстан. С 1992 по 2002 год член сборной Казахстана по вольной борьбе.

## Спортивные достижения
Мастер спорта международного класса по вольной борьбе Республики Казахстан. Неоднократный чемпион Казахстана. Чемпион и призёр международных турниров. Участник чемпионата мира по борьбе 1995 года (Атланта, 68 кг). Участник чемпионата мира 1998 года (Тегеран, 63 кг). Участник Азиатских игр 1998 года (Банкгок, 63 кг в связи с травмой снят с соревнования).
Участник Восточноазиатских игр 2001 (Осака, Япония, 68 кг. 4 место). Участник чемпионатов Азии: Манила, Филиппины (1995), Гулин, Китай (1996). Ташкент, Узбекистан (1999).